# Sabran (Gard)
Pour les articles homonymes, voir Sabran.
Sabran est une commune française située dans le nord-est du département du Gard, en région Occitanie.
Exposée à un climat méditerranéen, elle est drainée par la Cèze, le ruisseau de Pépin, le ruisseau de Vionne et par divers autres petits cours d'eau. La commune possède un patrimoine naturel remarquable : un site Natura 2000 (« la Cèze et ses gorges ») et une zone naturelle d'intérêt écologique, faunistique et floristique.
Sabran est une commune rurale qui compte 1 596 habitants en 2022, après avoir connu une forte hausse de la population depuis 1962.  Elle fait partie de l'aire d'attraction de Bagnols-sur-Cèze. Ses habitants sont appelés les Sabranais ou  Sabranaises.
Le patrimoine architectural de la commune comprend deux  immeubles protégés au titre des monuments historiques : la chapelle Saint-Symphorien de Boussargues, classée en 1984, et l'ancienne église castrale Sainte-Agathe et les vestiges du château, inscrits en 2016.

## Géographie
Sur 3 564 hectares, site et paysage de 8 hameaux : Cadignac, Carmes, Charavel, Colombier, Combe, Donnat, Mégier, Sabran, dont quatre dans la plaine, quatre sur le plateau et un village éponyme sur une éminence qui domine tout le territoire (alt. 275 m).
La Cèze coule d'ouest vers l'est dans une plaine alluvionnaire riche (lœss et limons du quaternaire) bordée au sud de collines de tailles comprises entre 120 m et 240 m (formations calcaires du Mésozoïque). Des ruisseaux dévalent vers la Cèze.
La culture dominante est la vigne qui produit des vins AOC côtes-du-rhône et des vins de consommation courante sur 1 310 hectares. Quelques asperges et fruits sur 400 hectares.

La forêt couvre 1 512 hectares, chênes verts et résineux plantés par les Eaux et Forêts le siècle dernier, châtaigniers non entretenus. Cette végétation joue un rôle important dans le maintien et la protection des terres érodables dans une région qui connait de violents orages, la grêle, de fortes chaleurs et le mistral.
Cette végétation abondante abrite des sangliers qui imposent des mesures de cohabitation avec la non-destruction des cultures.

### Climat
Pour des articles plus généraux, voir Climat de l'Occitanie et Climat du Gard.
En 2010, le climat de la commune est de type climat méditerranéen altéré, selon une étude s'appuyant sur une série de données couvrant la période 1971-2000. En 2020, Météo-France publie une typologie des climats de la France métropolitaine dans laquelle la commune est exposée à un climat méditerranéen et est dans la région climatique Provence, Languedoc-Roussillon, caractérisée par une pluviométrie faible en été, un très bon ensoleillement (2 600 h/an), un été chaud (21,5 °C), un air très sec en été, sec en toutes saisons, des vents forts (fréquence de 40 à 50 % de vents > 5 m/s) et peu de brouillards.
Pour la période 1971-2000, la température annuelle moyenne est de 14,2 °C, avec une amplitude thermique annuelle de 17,6 °C. Le cumul annuel moyen de précipitations est de 812 mm, avec 5,3 jours de précipitations en janvier et 3,4 jours en juillet. Pour la période 1991-2020, la température moyenne annuelle observée sur la station météorologique la plus proche, située sur la commune de Cavillargues à 5 km à vol d'oiseau, est de 14,1 °C et le cumul annuel moyen de précipitations est de 845,8 mm,. Pour l'avenir, les paramètres climatiques de la commune estimés pour 2050 selon différents scénarios d'émission de gaz à effet de serre sont consultables sur un site dédié publié par Météo-France en novembre 2022.

### Milieux naturels et biodiversité

#### Réseau Natura 2000

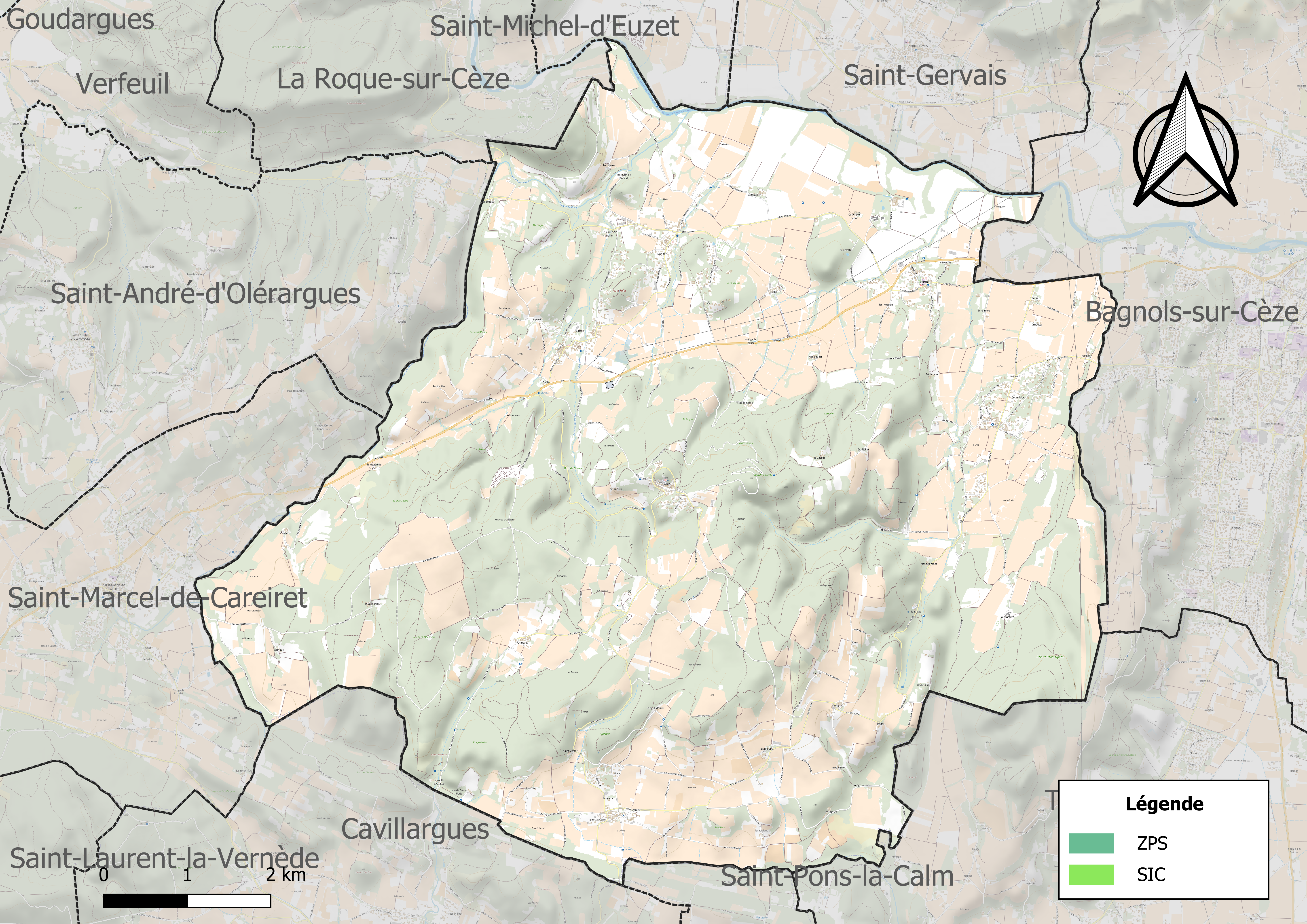
Site Natura 2000 sur le territoire communal.

Le réseau Natura 2000 est un réseau écologique européen de sites naturels d'intérêt écologique élaboré à partir des directives habitats et oiseaux, constitué de zones spéciales de conservation (ZSC) et de zones de protection spéciale (ZPS).
Un site Natura 2000 a été défini sur la commune au titre de la directive habitats : « la Cèze et ses gorges », d'une superficie de 3 550 ha, un territoire dont les principaux habitats naturels sont des formations méditerranéennes (Asplenion, Quercion ilicis) dans les gorges, avec notamment des descentes remarquables d'espèces montagnardes.

#### Zones naturelles d'intérêt écologique, faunistique et floristique

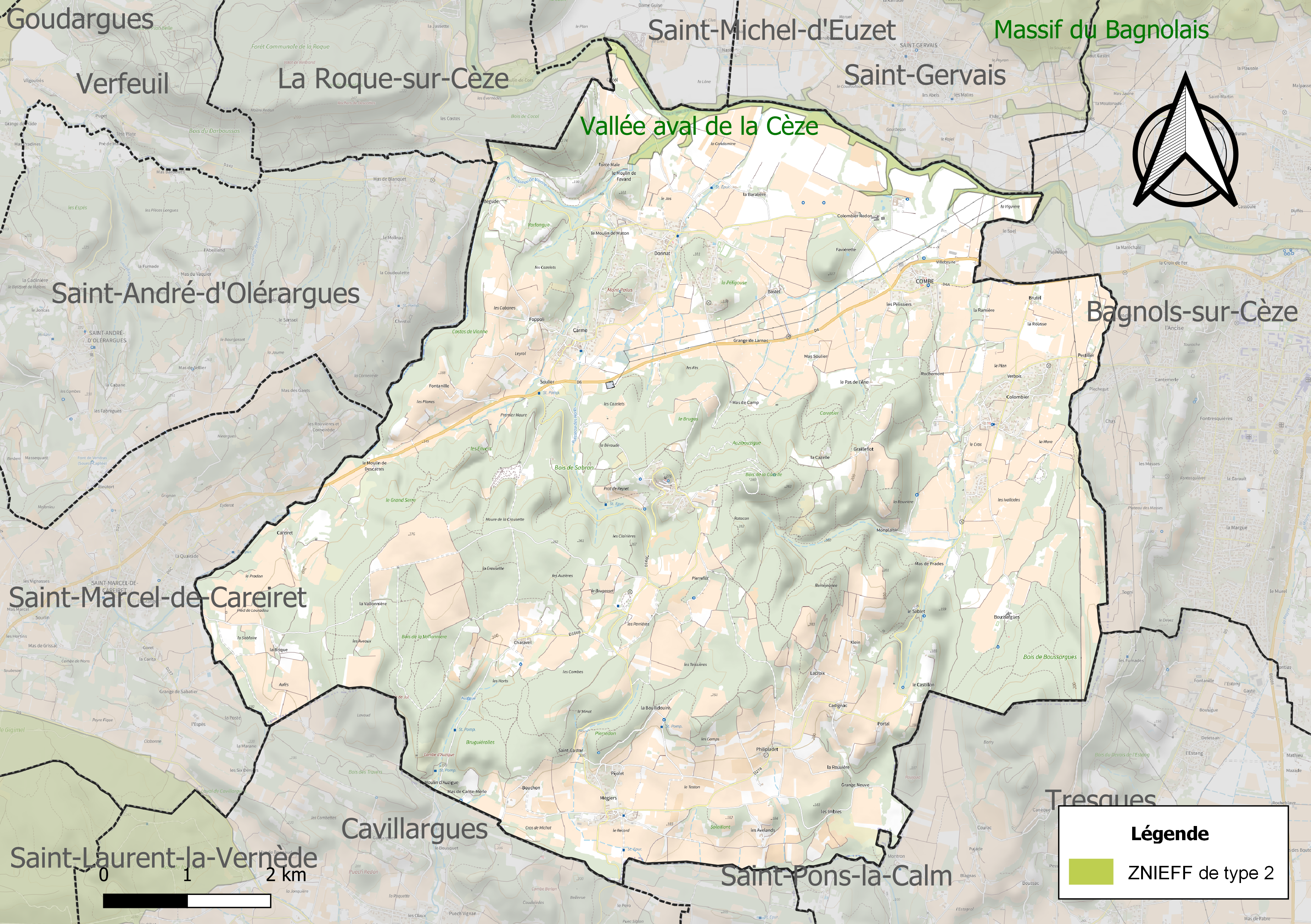
Carte de la ZNIEFF de type 2 localisée sur la commune.

L’inventaire des zones naturelles d'intérêt écologique, faunistique et floristique (ZNIEFF) a pour objectif de réaliser une couverture des zones les plus intéressantes sur le plan écologique, essentiellement dans la perspective d’améliorer la connaissance du patrimoine naturel national et de fournir aux différents décideurs un outil d’aide à la prise en compte de l’environnement dans l’aménagement du territoire.
Une ZNIEFF de type 2 est recensée sur la commune :
la « vallée aval de la Cèze » (532 ha), couvrant 14 communes du département.

## Urbanisme

### Typologie
Au 1er janvier 2024, Sabran est catégorisée commune rurale à habitat dispersé, selon la nouvelle grille communale de densité à sept niveaux définie par l'Insee en 2022.
Elle est située hors unité urbaine. Par ailleurs la commune fait partie de l'aire d'attraction de Bagnols-sur-Cèze, dont elle est une commune de la couronne,. Cette aire, qui regroupe 30 communes, est catégorisée dans les aires de moins de 50 000 habitants,.

### Occupation des sols
L'occupation des sols de la commune, telle qu'elle ressort de la base de données européenne d’occupation biophysique des sols Corine Land Cover (CLC), est marquée par l'importance des territoires agricoles (53,1 % en 2018), une proportion sensiblement équivalente à celle de 1990 (53,2 %). La répartition détaillée en 2018 est la suivante : 
forêts (45,3 %), cultures permanentes (43,6 %), zones agricoles hétérogènes (7,2 %), terres arables (2,3 %), zones urbanisées (1,6 %). L'évolution de l’occupation des sols de la commune et de ses infrastructures peut être observée sur les différentes représentations cartographiques du territoire : la carte de Cassini (XVIIIe siècle), la carte d'état-major (1820-1866) et les cartes ou photos aériennes de l'IGN pour la période actuelle (1950 à aujourd'hui).

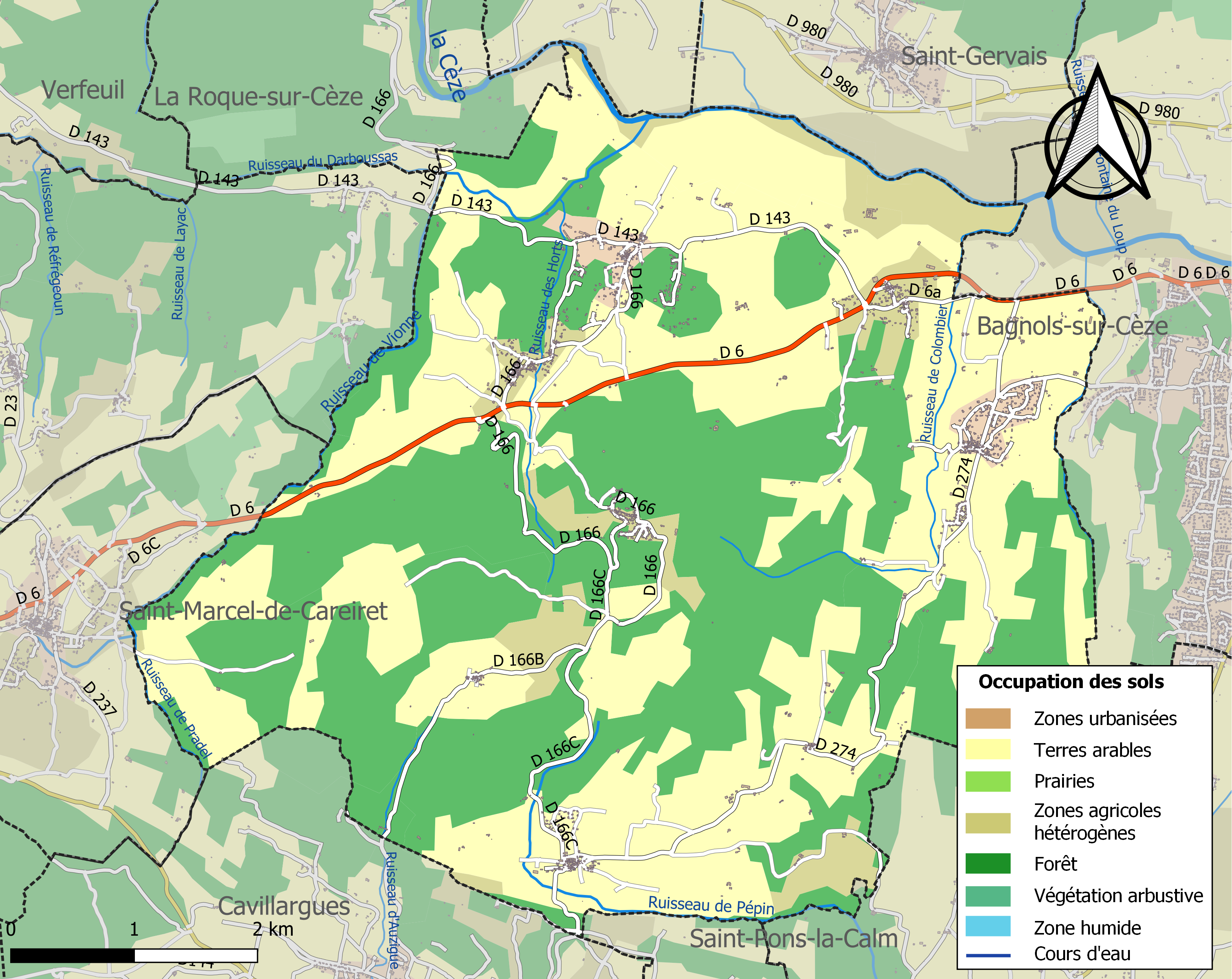
Carte des infrastructures et de l'occupation des sols de la commune en 2018 (CLC).

### Risques majeurs
Le territoire de la commune de Sabran est vulnérable à différents aléas naturels : météorologiques (tempête, orage, neige, grand froid, canicule ou sécheresse), inondations, feux de forêts, mouvements de terrains et séisme (sismicité modérée). Il est également exposé à trois risques technologiques,  le transport de matières dangereuses et la rupture d'un barrage et le risque nucléaire, et à un risque particulier : le risque de radon. Un site publié par le BRGM permet d'évaluer simplement et rapidement les risques d'un bien localisé soit par son adresse soit par le numéro de sa parcelle.

#### Risques naturels
Certaines parties du territoire communal sont susceptibles d’être affectées par le risque d’inondation par débordement de cours d'eau et par une crue torrentielle ou à montée rapide de cours d'eau, notamment la Cèze. La commune a été reconnue en état de catastrophe naturelle au titre des dommages causés par les inondations et coulées de boue survenues en 1982, 1983, 1997, 1998, 2002 et 2014,.

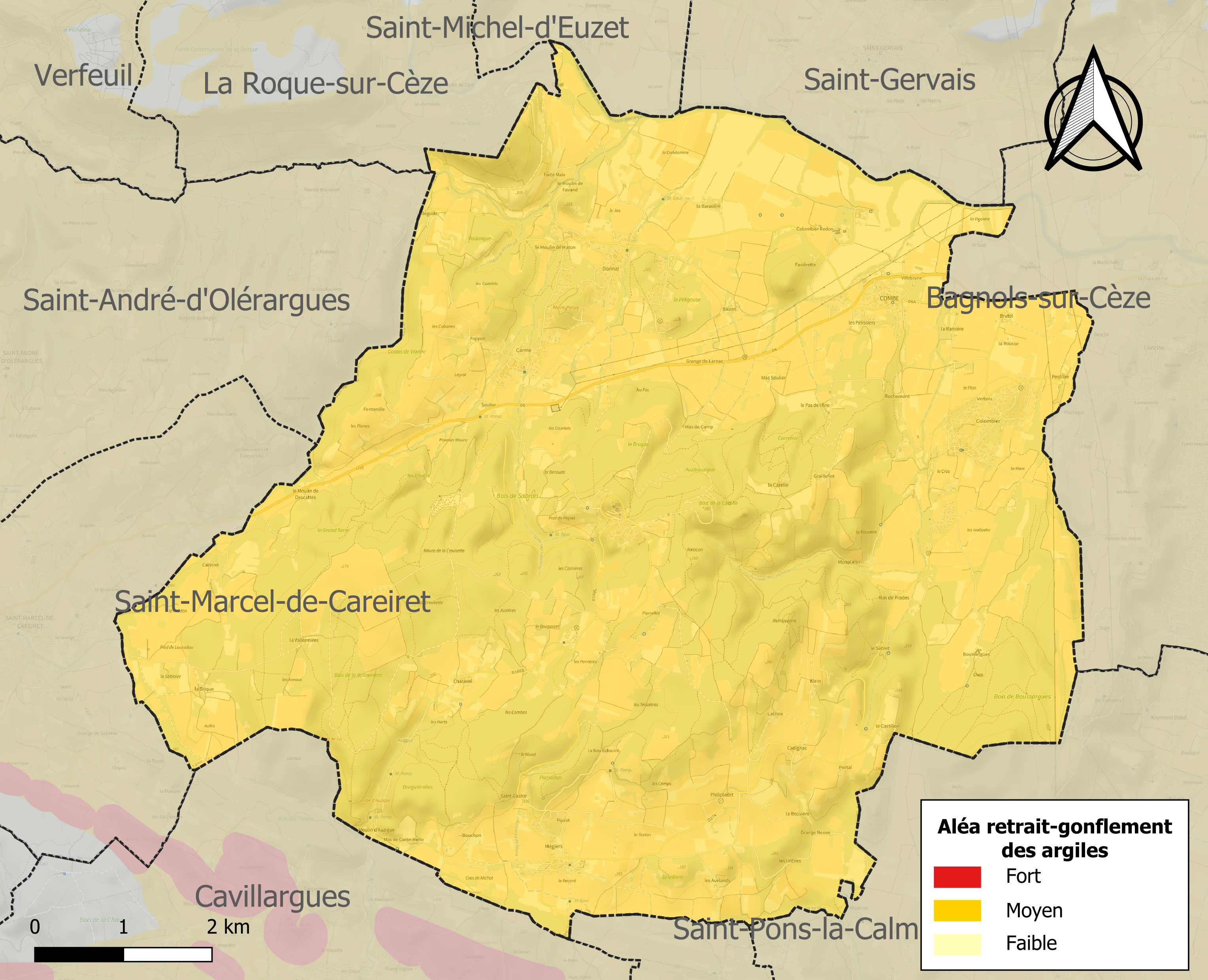
Carte des zones d'aléa retrait-gonflement des sols argileux de Sabran.

La commune est vulnérable au risque de mouvements de terrains constitué principalement du retrait-gonflement des sols argileux. Cet aléa est susceptible d'engendrer des dommages importants aux bâtiments en cas d’alternance de périodes de sécheresse et de pluie. La totalité de la commune est en aléa moyen ou fort (67,5 % au niveau départemental et 48,5 % au niveau national). Sur les 876 bâtiments dénombrés sur la commune en 2019, 876 sont en aléa moyen ou fort, soit 100 %, à comparer aux 90 % au niveau départemental et 54 % au niveau national. Une cartographie de l'exposition du territoire national au retrait gonflement des sols argileux est disponible sur le site du BRGM,.
Par ailleurs, afin de mieux appréhender le risque d’affaissement de terrain, l'inventaire national des cavités souterraines permet de localiser celles situées sur la commune.
Concernant les mouvements de terrains, la commune a été reconnue en état de catastrophe naturelle au titre des dommages causés par la sécheresse en 2017 et par des mouvements de terrain en 1983.

#### Risques technologiques
Le risque de transport de matières dangereuses sur la commune est lié à sa traversée par des infrastructures routières ou ferroviaires importantes ou la présence d'une canalisation de transport d'hydrocarbures. Un accident se produisant sur de telles infrastructures est en effet susceptible d’avoir des effets graves au bâti ou aux personnes jusqu’à 350 m, selon la nature du matériau transporté. Des dispositions d’urbanisme peuvent être préconisées en conséquence.
La commune est en outre située en aval du barrage de Sénéchas, un ouvrage de classe A doté d'un PPI. À ce titre elle est susceptible d’être touchée par l’onde de submersion consécutive à la rupture de cet ouvrage.
La commune étant située dans le périmètre de sûreté autour du site nucléaire de Marcoule, elle est exposée au risque nucléaire. En cas d'incident ou d'accident nucléaire, lors du déclenchement du signal d’alerte, les habitants concernés doivent se confiner (obstruer toutes les entrées d’air - portes, fenêtres, aérations, cheminées -, arrêter la ventilation), se mettre à l’écoute de la radio, s’éloigner des portes et fenêtres, ne pas fumer, ne pas téléphoner, ne pas chercher à rejoindre les membres de sa famille (ils sont eux aussi protégés), ne sortir qu’en fin d’alerte ou sur ordre d’évacuation.

#### Risque particulier
Dans plusieurs parties du territoire national, le radon, accumulé dans certains logements ou autres locaux, peut constituer une source significative d’exposition de la population aux rayonnements ionisants. Certaines communes du département sont concernées par le risque radon à un niveau plus ou moins élevé. Selon la classification de 2018, la commune de Sabran est classée en zone 2, à savoir zone à potentiel radon faible mais sur lesquelles des facteurs géologiques particuliers peuvent faciliter le transfert du radon vers les bâtiments.

## Histoire

### Moyen Âge
Les barons de Sabran, seigneurs mineurs, rendent hommage et reconnaissance aux  évêques d'Uzès seigneurs majeurs de toute la Sabranenque. Sabranet (1208), Rostang(1228), Pierre de Sabran (1262), Anne de Montcamp (1603), Joseph de Nicolay (1714) font reconnaissance à plein ou en partie et hommage quelquefois à genoux, mains jointes entre celles du Prélat.
Arrivés près de la vallée du Rhône, au début de 1382, les Tuchins campèrent dans les gorges de la Cèze où ils furent rejoints par des nobles dont Régis de Saint-Michel-d'Euzet, Étienne Augier, dit Ferragut du Pin, Vachon de Pont-Saint-Esprit et Verchère de Vénéjan qui prirent leur tête. Ils s’emparèrent alors de Cavillargues, Chusclan et Tresques, avant de piller les châteaux de Sabran, La Roque-sur-Cèze, Saint-Laurent-des-Arbres et Cornillon. Dans ce dernier château se trouvait le trésor de Clément VI. Son neveu, Guillaume III Roger de Beaufort, alors Lieutenant des armes du Sénéchal de Beaucaire, organisa la répression. En septembre 1382, il recruta des mercenaires et fit venir une compagnie d’arbelètiers d’Avignon. Ses troupes cantonnées à Bagnols-sur-Cèze attaquèrent alors Cornillon. Dirigées par Gantonnet d'Abzac, Commandant du Saint-Père pour le Païs de Saint-Esprit, elles semèrent la terreur. Guillaume III fit ensuite intervenir son capitaine des gardes de Bagnols, Jean Coq. Ce dernier réussit à pacifier le pays en expulsant les chefs du Tuchinat. Ce qui permit de signer la paix en février 1383.

### Période moderne
Le Mandatement de Sabran est composé de 7 ou 8 hameaux groupés en 3 paroisses à Sainte-Agathe de Sabran, Notre-Dame de Colombiers et Saint-Julien-du-Pistrin à Combe. Les 3 prêtres ont soing de l'éducation des enfants autant qu'ils le peuvent dans une seule école, une chambre d'école supplémentaire sera ouverte plus tard.
Chaque année, à la St-Martin, l'élection met en place le 1er Consul (Sabran et Mégier), le 2e (Carmes et Donat), le 3e (Combe et Colombier). Les Consuls prêtent serment devant le Viguier seigneurial, la main sur les Évangiles.
Le 15 juin 1695, Louis XIV nomme le baron Joseph de Nicolay, maire perpétuel de Sabran. Le soulèvement camisard, la coupe des bois communaux par les voleurs, le terrible hiver 1709 perturbent la vie communale, comme les tempêtes de grêle de 1726 et la peste qui décime la population. Les églises de Carmes (St-Josepn 1778) et Mégier (St-Castor 1782) sont construites.
En 1789, la population est de 333 feux soit 1 400 âmes environ. Le  cahier de doléances de la  Révolution est rédigé en 22 articles signé de 33 notables et 3 députés remettent le cahier à Nîmes.
De nos jours, le solde migratoire est croissant, 840 habitants en 1954, 1 800 environ en 2004. L'agriculture est la principale activité, peu d'artisanat, pas de commerce, pas d'industrie. L'école maternelle et primaire est à Combe (170 élèves). La vie associative intense concerne les loisirs, le sport, la  musique et la culture. Deux églises sont construites à Donat (St-Donat 1901) et à Combe (1895 Sacré-Cœur de Jésus), cette dernière offerte à la communauté à titre personnel par Marie-Thérèse Constant au début des années 1960. Sabran, grande "banlieue" de Bagnols-sur-Cèze  est intégrée dans la Communauté de communes Rhône Cèze Languedoc.

## Héraldique
| Blason de Sabran | Blason  | De vair au chef losangé d'or et de sinople.      |
| Blason de Sabran | Détails | Le statut officiel du blason reste à déterminer. |

## Politique et administration
| Période                                  | Période               | Identité                 | Étiquette    | Qualité                                                                                |
| ---------------------------------------- | --------------------- | ------------------------ | ------------ | -------------------------------------------------------------------------------------- |
| Les données manquantes sont à compléter. |                       |                          |              |                                                                                        |
| mars 1959                                | 1995                  | Henri Michel             |              |                                                                                        |
| mai 1995                                 | mars 2001             | Charles de Taxis du Poët |              |                                                                                        |
| mars 2001                                | octobre 2013 (décédé) | Jean-Marc Jorda          | DVD puis UMP |                                                                                        |
| octobre 2013                             | En cours              | Sylvie Nicolle           | DVD puis DVG | Fonctionnaire Intérim, puis réélue aux municipales de 2014. Conseillère départementale |

## Démographie
L'évolution du nombre d'habitants est connue à travers les recensements de la population effectués dans la commune depuis 1793. Pour les communes de moins de 10 000 habitants, une enquête de recensement portant sur toute la population est réalisée tous les cinq ans, les populations de référence des années intermédiaires étant quant à elles estimées par interpolation ou extrapolation. Pour la commune, le premier recensement exhaustif entrant dans le cadre du nouveau dispositif a été réalisé en 2005.

En 2022, la commune comptait 1 596 habitants, en évolution de −4,77 % par rapport à 2016 (Gard : +2,97 %, France hors Mayotte : +2,11 %).
| 1793  | 1800  | 1806  | 1821  | 1831  | 1836  | 1841  | 1846  | 1851  |
| ----- | ----- | ----- | ----- | ----- | ----- | ----- | ----- | ----- |
| 1 128 | 1 209 | 1 288 | 1 514 | 1 624 | 1 652 | 1 575 | 1 606 | 1 624 |

| 1856  | 1861  | 1866  | 1872  | 1876  | 1881  | 1886  | 1891  | 1896  |
| ----- | ----- | ----- | ----- | ----- | ----- | ----- | ----- | ----- |
| 1 644 | 1 670 | 1 535 | 1 431 | 1 338 | 1 206 | 1 156 | 1 212 | 1 183 |

| 1901  | 1906  | 1911 | 1921 | 1926 | 1931 | 1936 | 1946 | 1954 |
| ----- | ----- | ---- | ---- | ---- | ---- | ---- | ---- | ---- |
| 1 083 | 1 086 | 971  | 921  | 946  | 910  | 833  | 798  | 840  |

| 1962 | 1968  | 1975  | 1982  | 1990  | 1999  | 2005  | 2006  | 2010  |
| ---- | ----- | ----- | ----- | ----- | ----- | ----- | ----- | ----- |
| 891  | 1 006 | 1 108 | 1 243 | 1 437 | 1 683 | 1 697 | 1 688 | 1 764 |

| 2015  | 2020  | 2022  | - | - | - | - | - | - |
| ----- | ----- | ----- | - | - | - | - | - | - |
| 1 700 | 1 610 | 1 596 | - | - | - | - | - | - |

## Économie

### Revenus
En 2018  (données Insee publiées en septembre 2021), la commune compte 709 ménages fiscaux, regroupant 1 634 personnes. La médiane du revenu disponible par unité de consommation est de 23 640 € (20 020 € dans le département).

### Emploi
|                | 2008   | 2013  | 2018  |
| -------------- | ------ | ----- | ----- |
| Commune        | 5,6 %  | 8,5 % | 7,1 % |
| Département    | 10,6 % | 12 %  | 12 %  |
| France entière | 8,3 %  | 10 %  | 10 %  |

En 2018, la population âgée de 15 à 64 ans s'élève à 1 022 personnes, parmi lesquelles on compte 73,2 % d'actifs (66,1 % ayant un emploi et 7,1 % de chômeurs) et 26,8 % d'inactifs,. Depuis 2008, le taux de chômage communal (au sens du recensement) des 15-64 ans est inférieur à celui de la France et du département.
La commune fait partie de la couronne de l'aire d'attraction de Bagnols-sur-Cèze, du fait qu'au moins 15 % des actifs travaillent dans le pôle,. Elle compte 193 emplois en 2018, contre 237 en 2013 et 202 en 2008. Le nombre d'actifs ayant un emploi résidant dans la commune est de 692, soit un indicateur de concentration d'emploi de 27,9 % et un taux d'activité parmi les 15 ans ou plus de 53,8 %.
Sur ces 692 actifs de 15 ans ou plus ayant un emploi, 121 travaillent dans la commune, soit 18 % des habitants. Pour se rendre au travail, 89,5 % des habitants utilisent un véhicule personnel ou de fonction à quatre roues, 1,8 % les transports en commun, 2,9 % s'y rendent en deux-roues, à vélo ou à pied et 5,8 % n'ont pas besoin de transport (travail au domicile).

### Activités hors agriculture

#### Secteurs d'activités
90 établissements sont implantés  à Sabran au 31 décembre 2019. Le tableau ci-dessous en détaille le nombre par secteur d'activité et compare les ratios avec ceux du département,.
| Secteur d'activité                                                                                        | Commune | Commune | Département |
| Secteur d'activité                                                                                        | Nombre  | %       | %           |
| --- | ------- | ------- | ----------- |
| Ensemble                                                                                                  | 90      | 100 %   | (100 %)     |
| Industrie manufacturière, industries extractives et autres                                                | 16      | 17,8 %  | (7,9 %)     |
| Construction                                                                                              | 16      | 17,8 %  | (15,5 %)    |
| Commerce de gros et de détail, transports, hébergement et restauration                                    | 22      | 24,4 %  | (30 %)      |
| Information et communication                                                                              | 3       | 3,3 %   | (2,2 %)     |
| Activités financières et d'assurance                                                                      | 2       | 2,2 %   | (3 %)       |
| Activités immobilières                                                                                    | 7       | 7,8 %   | (4,1 %)     |
| Activités spécialisées, scientifiques et techniques et activités de services administratifs et de soutien | 8       | 8,9 %   | (14,9 %)    |
| Administration publique, enseignement, santé humaine et action sociale                                    | 11      | 12,2 %  | (13,5 %)    |
| Autres activités de services                                                                              | 5       | 5,6 %   | (8,8 %)     |

Le secteur du commerce de gros et de détail, des transports, de l'hébergement et de la restauration est prépondérant sur la commune puisqu'il représente 24,4 % du nombre total d'établissements de la commune (22 sur les 90 entreprises implantées  à Sabran), contre 30 % au niveau départemental.

#### Entreprises et commerces
Les deux entreprises ayant leur siège social sur le territoire communal qui génèrent le plus de chiffre d'affaires en 2020 sont : 
- Mnid, conseil en relations publiques et communication (292 k€)
- EURL Ludovic Blanc, travaux d'installation d'eau et de gaz en tous locaux (158 k€)

### Agriculture
La commune est dans les Garrigues, une petite région agricole occupant le centre du département du Gard. En 2020, l'orientation technico-économique de l'agriculture  sur la commune est la viticulture. 
|               | 1988  | 2000  | 2010  | 2020  |
| ------------- | ----- | ----- | ----- | ----- |
| Exploitations | 91    | 71    | 59    | 56    |
| SAU (ha)      | 1 418 | 1 398 | 1 414 | 1 468 |

Le nombre d'exploitations agricoles en activité et ayant leur siège dans la commune est passé de 91 lors du recensement agricole de 1988  à 71 en 2000 puis à 59 en 2010 et enfin à 56 en 2020, soit une baisse de 38 % en 32 ans. Le même mouvement est observé à l'échelle du département qui a perdu pendant cette période 61 % de ses exploitations,. La surface agricole utilisée sur la commune a également diminué de 1 418 ha en 1988 à 1 468 ha en 2020. Parallèlement la surface agricole utilisée moyenne par exploitation a augmenté, passant de 16 à 26 ha.

## Culture locale et patrimoine

### Lieux et monuments
Les Monuments historiques caractérisent Sabran. La « chapelle des Templiers » est classée à l'inventaire des Monuments historiques (domaine de Boussargues) et le village de Sabran est inscrit à l'inventaire des Sites pittoresques du Gard. Les ruines du château et la Madone sont du domaine privé. La chapelle Saint-Julien-de-Pistrin (XIIe siècle) vient d'être restaurée. La commune compte six églises, cinq cimetières et cinq châteaux d'eau dans ses huit hameaux de Cadignac, Carmes, Charavel, Colombier, Combe, Donnat, Mégier et Sabran. L'église de Combe, datant du XIXe, a été offerte par Marie-Thérèse Constant qui l'avait acquise de Florentin Collain ancien maire.
Autres données de l'habitat dispersé : 5 cimetières, 5 châteaux d'eau.
- Ruines du château de Sabran du XIe siècle. Les vestiges du château ont été inscrits au titre des monuments historiques en 2016[35].

### Églises et chapelles desXIeetXIIesiècles
- Église du Sacré-Cœur-de-Jésus de Combe.
- Église Notre-Dame de Colombier.
- Église Saint-Castor de Mégier.
- Église Saint-Donat de Donnat.
- Église Saint-Joseph de Carme.
- Ancienne église castrale Sainte-Agathe. L'édifice a été inscrit au titre des monuments historiques en 2016[35].
- Chapelle Saint-Symphorien de Boussargues.
- Chapelle Saint-Julien-de-Pistrin.
- Commanderie des Templiers de Boussargues (propriété privée)

### Personnalités liées à la commune
- Elzéar de Sabran et Delphine de Sabran, époux et saints de l'Église catholique.